# Fujiko Fujio A
Motoo Abiko (安孫子 素雄, Abiko Motoo) (Himi, Toyama, 10 de març de 1934 - Tama, Kawasaki, 7 d'abril de 2022), més conegut pel pseudònim Fujiko A. Fujio (藤子不二雄Ⓐ), fou un mangaka, conegut per ser el cocreador del manga Doraemon.
El seu treball a Doraemon s'ha efectuat en el si d'un duo amb Hiroshi Fujimoto, duo anomenat Fujiko Fujio. Amb la seua separació l'any 1987, cadascun d'ells va guardar aquella identitat, Fujimoto afegint al seu pseudònim la lletra F, i Abiko l'A.